# Vržnaveri
Vržnaveri is een plaats in de gemeente Poreč in de Kroatische provincie Istrië. De plaats telt 58 inwoners (2001).